# Села (Подчетртек)
Села (словен. Sela) — поселення в общині Подчетртек, Савинський регіон, Словенія. Висота над рівнем моря: 202,2 м.